# Zwelpedaal

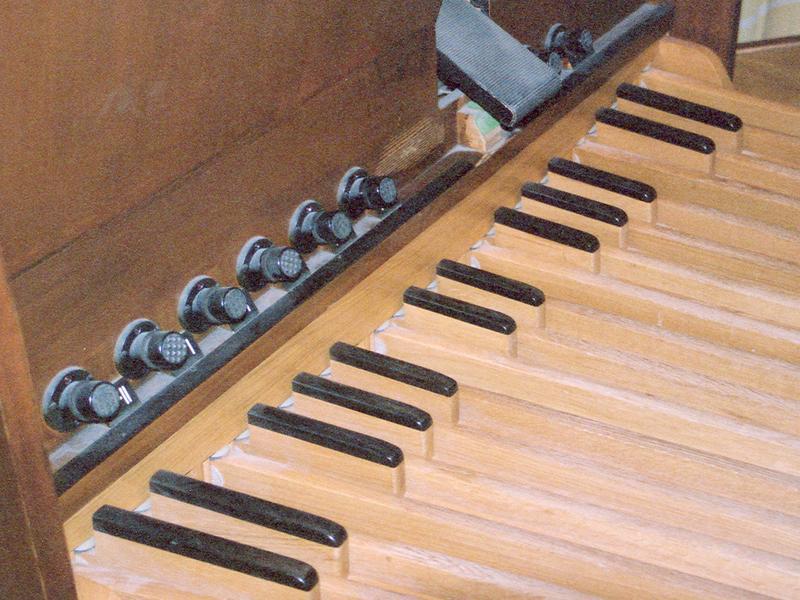
Het zwelpedaal (rechtsboven) als deel van het pedaal van een pijporgel.

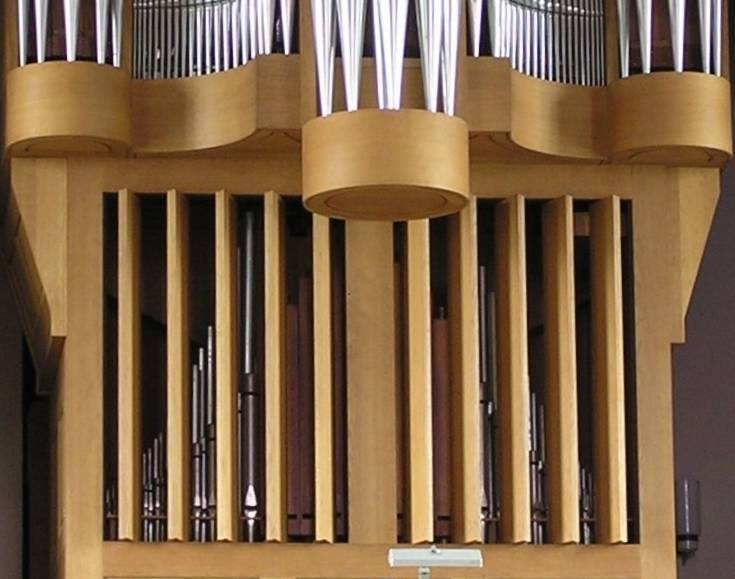
Het zwelwerk met de verticale jaloezieën

Het zwelpedaal (ook wel zweltrede genoemd) heeft als functie het effect van het geluidsvolume van een bepaald deel van het pijporgel te regelen.
Dit effect wordt bereikt door verticale jaloezieën, die gemonteerd zijn tussen de kast van het pijporgel en de gehoorruimte, volledig te openen (volledig volume) of door (deels) te sluiten (gedempt geluidsvolume). Deze mechanische voorziening komt alleen voor bij de romantische pijporgels.
Ditzelfde effect kan ook elektronisch worden ingebouwd bij virtuele pijporgels.